# 近湖鉤齒脂鯉
近湖鈎齒脂鯉，為輻鰭魚綱脂鯉目脂鯉亞目脂鯉科的其中一個種，分布於南美洲馬拉開波湖流域，體長可達6.7公分，棲息在底中層水域，屬雜食性，生活習性不明。

## 扩展阅读
維基物種上的相關：近湖鈎齒脂鯉